# فيلاين (قرم)
فيلاين (Віліне) هي مدينة في مقاطعة كريم في أوكرانيا. يبلغ عدد سكانها حوالي 6697   نسمة.

## أعلام
- فيتالي ماندزيوك